# Let's Go Brandon

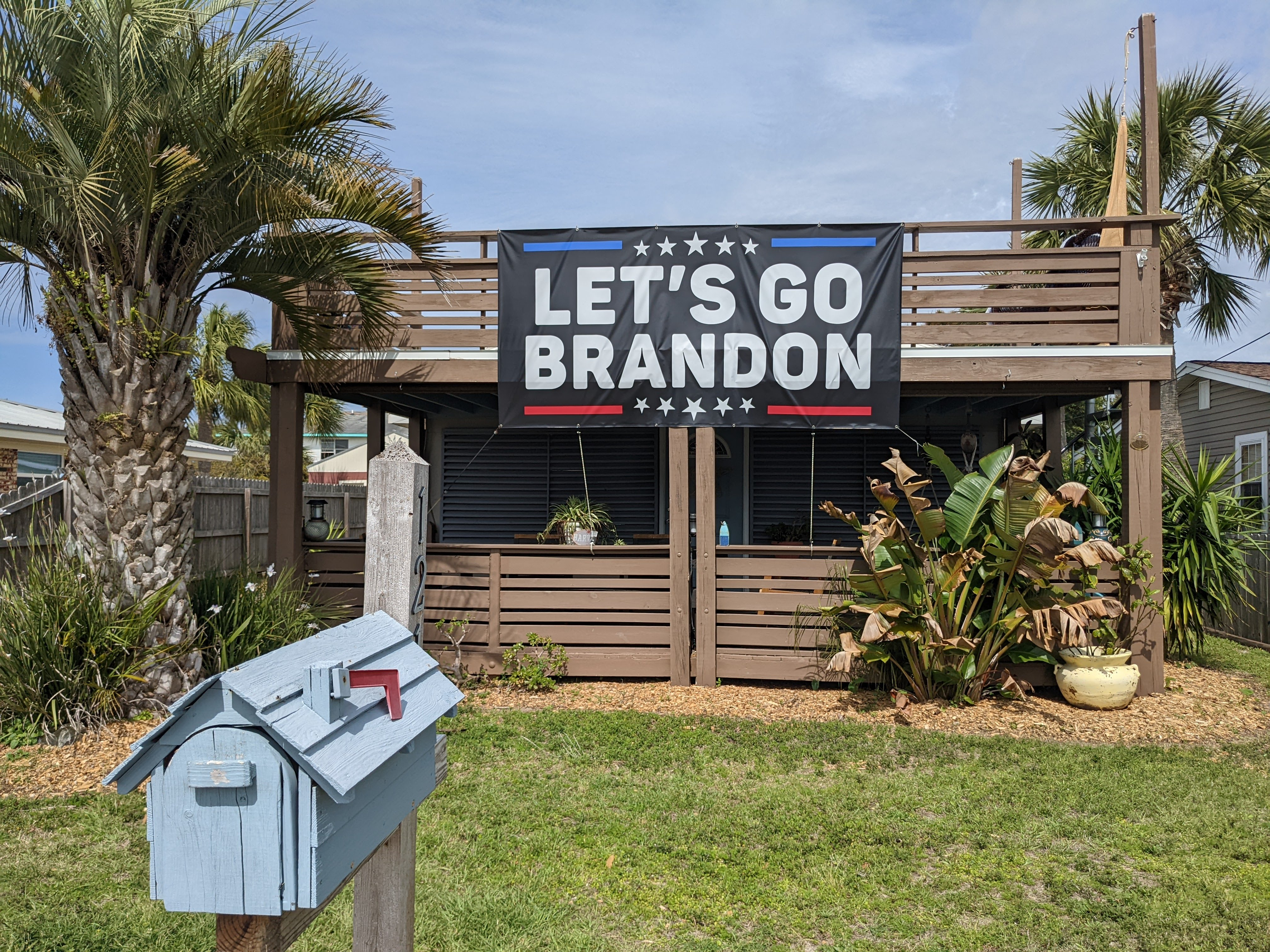
Un semn „Let’s Go Brandon” în afara unei reședințe din Florida.

Let's Go Brandon este un slogan politic și meme pe internet care este folosit ca un substitut pentru expresia Fuck Joe Biden („Du-te naibii, Joe Biden”), ca o insultă cu referire la Joe Biden, al 46-lea președinte al Statelor Unite.
Scandările frazei „Fuck Joe Biden” au început să fie repetate la evenimentele sportive la începutul lunii septembrie 2021. Pe 2 octombrie 2021, în timpul unui interviu televizat cu câștigătorul cursei Sparks 300, Brandon Brown, la Talladega Superspeedway, reporterul NBC a „descris incorect” scandările în fundal ca fiind „Let's Go Brandon”, fapt care a stârnit meme-ul. Sloganul a devenit bine cunoscut prin folosirea de către politicienii republicani și a criticilor lui Biden.
Sloganul a ajuns hit și în lumea muzicală. Două melodii cu acest nume ocupă primele două poziții pe iTunes. Sunt atât de populare că au împins cel mai nou single Adele pe locul 3, doar ca pe locul 4 sa fie o altă melodie „Let's go Brandon”.

## Galerie de imagini

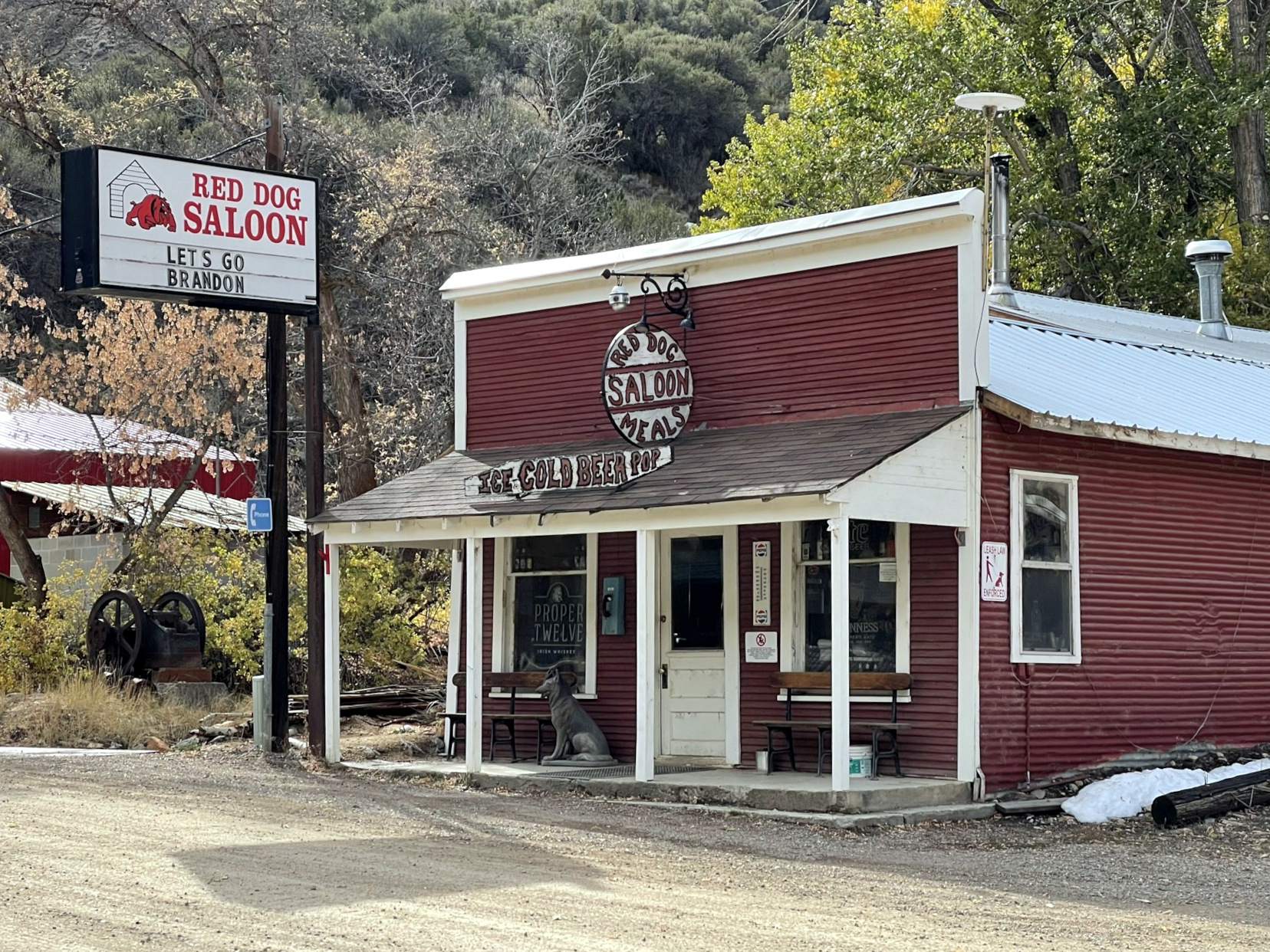
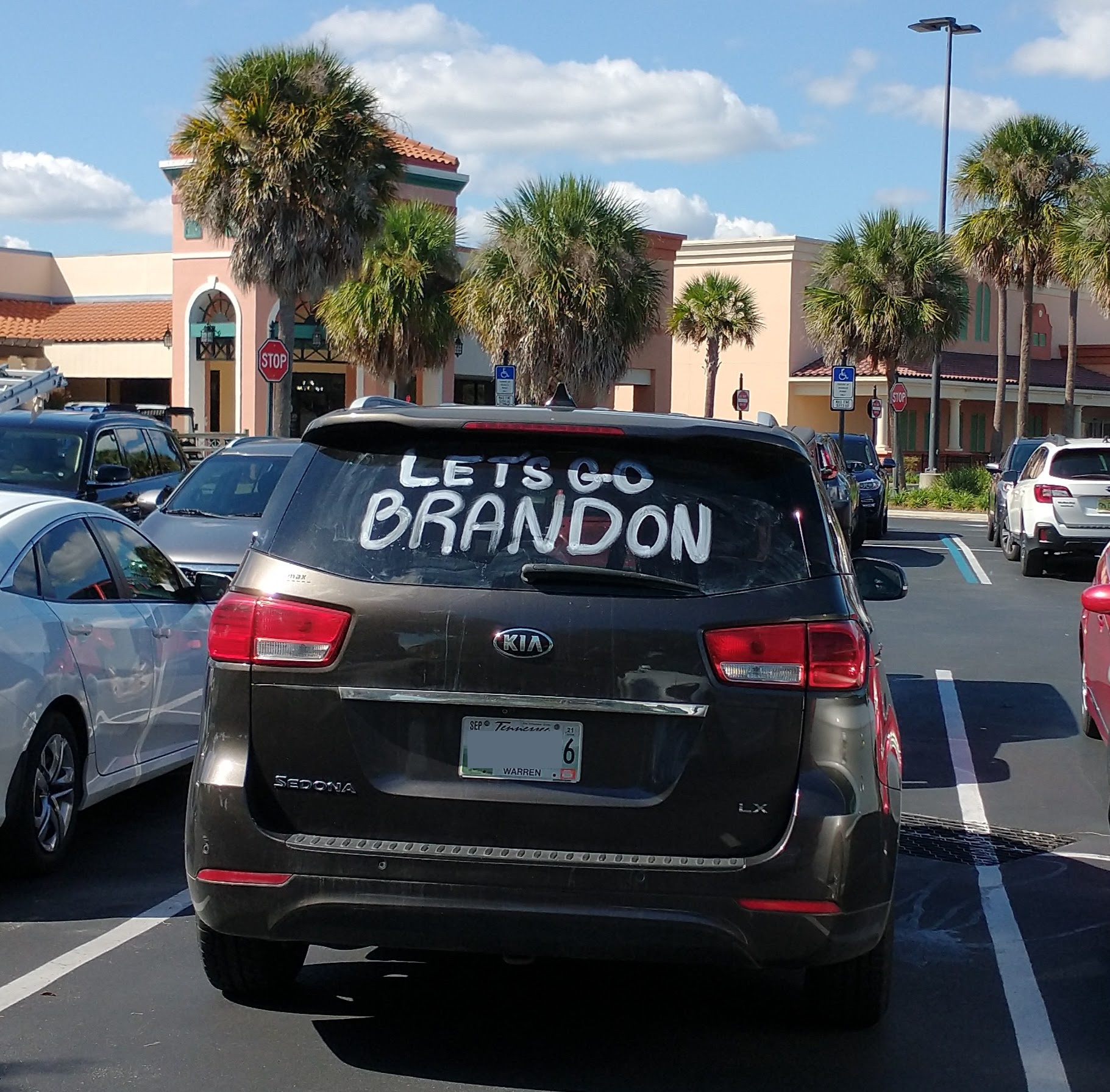
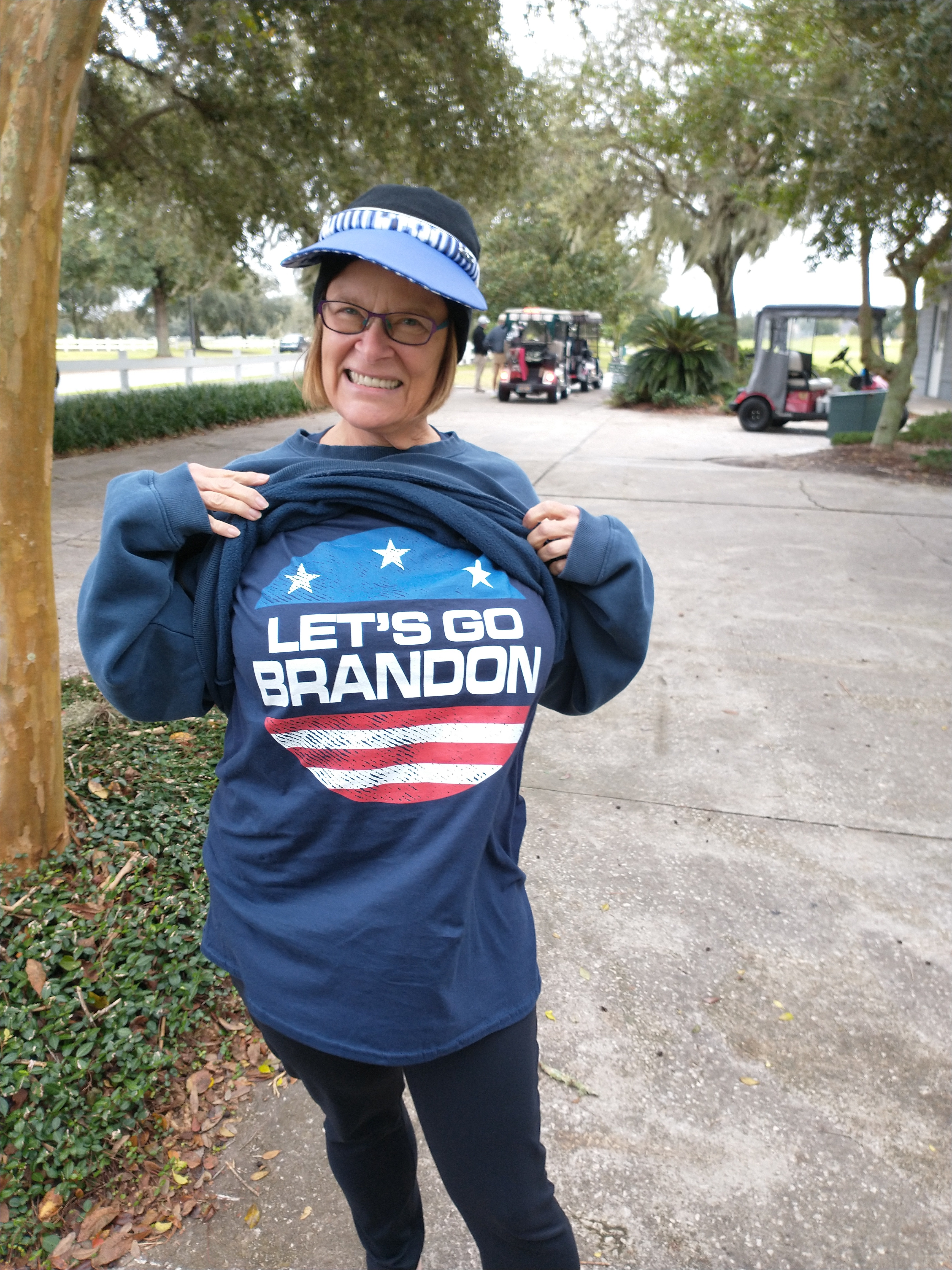
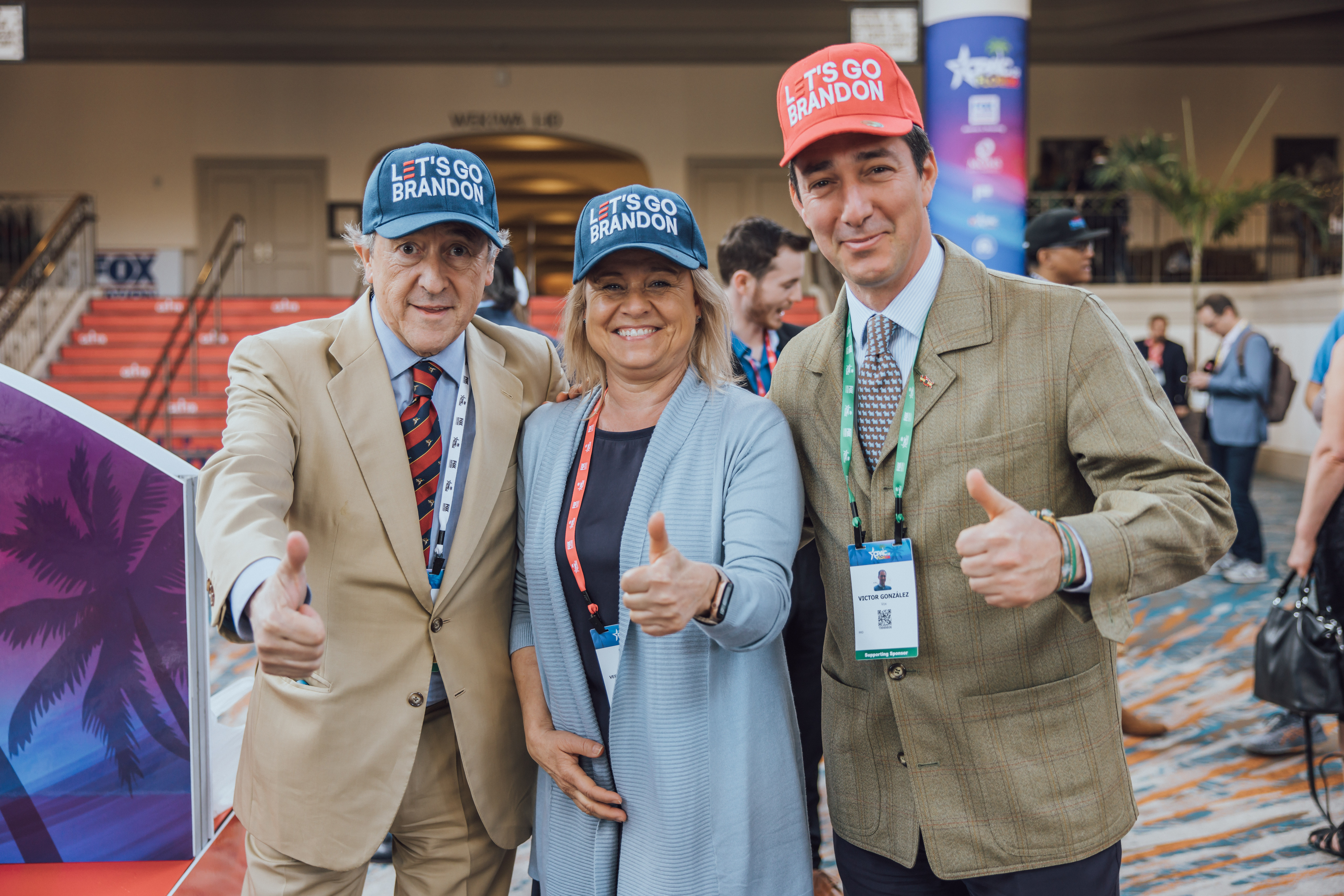